# Stanley Johnson (basket-ball)
Pour les articles homonymes, voir Johnson et Stanley Johnson.
Stanley Herbert Johnson Jr., né le 29 mai 1996 à Anaheim en Californie, est un joueur américain de basket-ball évoluant au poste d'ailier.

## Biographie

### Carrière universitaire
Le 23 avril 2015, Johnson annonce qu'il se présente à la draft 2015 de la NBA. Il est placé à la 11e position dans le Top 100 des prévisions des joueurs draftés par ESPN. Il refuse de participer au work-out des Hornets de Charlotte, espérant être drafté par les Pistons de Détroit à la 8e position ou par le Heat de Miami à la 10e position.

### Carrière professionnelle

#### Pistons de Détroit (2015-fév. 2019)
Le 25 juin 2015, Johnson est drafté à la 8e position par les Pistons de Détroit. Le 22 juillet 2015, il signe son contrat rookie avec les Pistons après avoir tourné à 16,2 points, 6,8 rebonds, 2,0 passes décisives, 1,8 interception et 1,0 contre en cinq matchs de Summer League avec Détroit.
Le 7 octobre 2015, il fait ses débuts en NBA avec les Pistons en terminant son premier match avec 7 points, 4 rebonds et 3 passes décisives en étant remplaçant lors de la victoire des siens 106 à 94 chez les Hawks d'Atlanta.

#### Pelicans de La Nouvelle-Orléans (fév. - juil. 2019)
Le 6 février 2019, il est envoyé aux Bucks de Milwaukee en échange de Thon Maker.
Le lendemain, Johnson est envoyé aux Pelicans de La Nouvelle-Orléans en compagnie de Jason Smith en échange de Nikola Mirotić.

#### Raptors de Toronto (2019-2021)
Le 6 juillet 2019, il signe un contrat de 7,5 millions de dollars sur deux ans avec la franchise championne en titre, les Raptors de Toronto.

#### Lakers de Los Angeles (2021-2022)
En décembre 2021, Johnson rejoint les Lakers de Los Angeles avec lesquels il signe un contrat de 10 jours. Le 6 janvier 2022, il signe un second contrat consécutif de la sorte. Johnson s'engage ensuite pour deux ans avec les Lakers.
Il est transféré vers le Jazz de l'Utah pendant l'intersaison 2022 avec Talen Horton-Tucker contre Patrick Beverley. Il dispute le camp d'entraînement avec le Jazz et est ensuite coupé.

#### Spurs de San Antonio (2022-février 2023)
En décembre 2022, Johnson s'engage avec les Spurs de San Antonio.
Le 13 février 2023, il est libéré par les Spurs. Il devient ainsi agent libre.

## Palmarès
- Julius Erving Award (2015)
- Third-team All-American – NABC (2015)
- Freshman All-American Team – USBWA (2015)
- First-team All-Pac-12 (2015)
- Pac-12 Freshman of the Year (2015)
- Pac-12 All-Freshman team (2015)
- McDonald's All-American (2014)
- First team HS All-American – Parade, USA Today (2014)
- California Mr. Basketball (2014)
- FIBA Americas Under-18 Championship MVP (2014)

## Statistiques

### Universitaires
Les statistiques de Stanley Johnson en matchs universitaires sont les suivantes :
| Saison    | Équipe  | Matchs | Titul. | Min./m | % Tir | % 3pts | % LF | Rbds/m. | Pass/m. | Int/m. | Ctr/m. | Pts/m. |
| --------- | ------- | ------ | ------ | ------ | ----- | ------ | ---- | ------- | ------- | ------ | ------ | ------ |
| 2014-2015 | Arizona | 38     | 37     | 28,4   | 44,6  | 37,1   | 74,2 | 6,50    | 1,66    | 1,50   | 0,39   | 13,76  |
| Total     | Total   | 38     | 37     | 28,4   | 44,6  | 37,1   | 74,2 | 6,50    | 1,66    | 1,50   | 0,39   | 13,76  |

### Professionnelles

#### Saison régulière
Les statistiques de Stanley Johnson en saison régulière NBA sont les suivantes :
| Saison    | Équipe              | Matchs | Titul. | Min./m | % Tir | % 3pts | % LF | Rbds/m. | Pass/m. | Int/m. | Ctr/m. | Pts/m. |
| --------- | ------------------- | ------ | ------ | ------ | ----- | ------ | ---- | ------- | ------- | ------ | ------ | ------ |
| 2015-2016 | Détroit             | 73     | 6      | 23,1   | 37,5  | 30,7   | 78,4 | 4,19    | 1,62    | 0,75   | 0,16   | 8,12   |
| 2016-2017 | Détroit             | 77     | 1      | 17,8   | 35,3  | 29,2   | 67,9 | 2,45    | 1,35    | 0,73   | 0,31   | 4,40   |
| 2017-2018 | Détroit             | 69     | 50     | 27,4   | 37,5  | 28,6   | 77,2 | 3,65    | 1,62    | 1,36   | 0,20   | 8,68   |
| 2018-2019 | Détroit             | 48     | 7      | 20,0   | 38,1  | 28,2   | 80,4 | 3,65    | 1,25    | 1,00   | 0,27   | 7,46   |
| 2018-2019 | La Nouvelle-Orléans | 18     | 0      | 13,7   | 41,8  | 32,4   | 69,2 | 2,33    | 1,56    | 0,67   | 0,06   | 5,33   |
| 2019-2020 | Toronto             | 25     | 0      | 6,0    | 37,3  | 29,2   | 56,2 | 1,48    | 0,80    | 0,24   | 0,16   | 2,40   |
| 2020-2021 | Toronto             | 61     | 13     | 16,5   | 38,2  | 32,8   | 80,0 | 2,51    | 1,46    | 0,85   | 0,30   | 4,38   |
| 2021-2022 | L.A. Lakers         | 48     | 27     | 22,8   | 46,6  | 31,4   | 71,6 | 3,20    | 1,70    | 0,90   | 0,30   | 6,70   |
| Total     | Total               | 419    | 104    | 20,1   | 38,4  | 30,0   | 75,4 | 3,10    | 1,50    | 0,90   | 0,20   | 6,30   |

Mise à jour le 25 août 2022

#### Playoffs
| Saison | Équipe  | Matchs | Titul. | Min./m | % Tir | % 3pts | % LF  | Rbds/m. | Pass/m. | Int/m. | Ctr/m. | Pts/m. |
| ------ | ------- | ------ | ------ | ------ | ----- | ------ | ----- | ------- | ------- | ------ | ------ | ------ |
| 2016   | Détroit | 4      | 0      | 20,4   | 52,2  | 60,0   | 100,0 | 4,00    | 0,00    | 0,25   | 0,00   | 8,00   |
| 2020   | Toronto | 3      | 0      | 6,7    | 45,5  | 40,0   | 100,0 | 1,33    | 2,00    | 0,00   | 0,00   | 4,33   |
| Total  | Total   | 7      | 0      | 14,5   | 50,0  | 53,3   | 100,0 | 2,86    | 0,86    | 0,14   | 0,00   | 6,43   |

Mise à jour le 24 septembre 2021

## Records sur une rencontre en NBA
Les records personnels de Stanley Johnson en NBA sont les suivants, :
| Type de statistique        | Saison régulière | Saison régulière         | Saison régulière | Playoffs | Playoffs                 | Playoffs      |
| Type de statistique        | Record           | Adversaire               | Date             | Record   | Adversaire               | Date          |
| -------------------------- | ---------------- | ------------------------ | ---------------- | -------- | ------------------------ | ------------- |
| Points                     | 35               | @ Bulls de Chicago       | 13 mai 2021      | 9        | 4 fois                   | 4 fois        |
| Paniers marqués            | 12               | @ Bulls de Chicago       | 13 mai 2021      | 4        | @ Cavaliers de Cleveland | 20 avril 2016 |
| Paniers tentés             | 22               | @ Bulls de Chicago       | 13 mai 2021      | 8        | Cavaliers de Cleveland   | 24 avril 2016 |
| Paniers à 3 points réussis | 6                | @ Bulls de Chicago       | 13 mai 2021      | 3        | @ Cavaliers de Cleveland | 17 avril 2016 |
| Paniers à 3 points tentés  | 13               | @ Bulls de Chicago       | 13 mai 2021      | 4        | 2 fois                   | 2 fois        |
| Lancers francs réussis     | 9                | Pacers de l'Indiana      | 16 mai 2021      | 2        | Cavaliers de Cleveland   | 22 avril 2016 |
| Lancers francs tentés      | 11               | Pacers de l'Indiana      | 16 mai 2021      | 2        | Cavaliers de Cleveland   | 22 avril 2016 |
| Rebonds offensifs          | 4                | Warriors de Golden State | 5 mars 2022      | 1        | @ Nets de Brooklyn       | 23 août 2020  |
| Rebonds défensifs          | 11               | @ Nets de Brooklyn       | 31 octobre 2018  | 8        | @ Cavaliers de Cleveland | 17 avril 2016 |
| Rebonds totaux             | 12               | @ Nets de Brooklyn       | 31 octobre 2018  | 8        | @ Cavaliers de Cleveland | 17 avril 2016 |
| Passes décisives           | 8                | 76ers de Philadelphie    | 23 mars 2022     | 4        | @ Nets de Brooklyn       | 23 août 2020  |
| Interceptions              | 5                | 2 fois                   | 2 fois           | 1        | Cavaliers de Cleveland   | 24 avril 2016 |
| Contres                    | 4                | @ Hawks d'Atlanta        | 30 décembre 2016 | -        | -                        | -             |
| Balles perdues             | 6                | 3 fois                   | 3 fois           | 2        | @ Cavaliers de Cleveland | 20 avril 2016 |
| Minutes jouées             | 46               | @ Nuggets de Denver      | 10 avril 2022    | 30       | Cavaliers de Cleveland   | 24 avril 2016 |

- Double-double : 7
- Triple-double : 0

Dernière mise à jour : 17 juillet 2022